# Мюллер, Дерек
Дерек Александер Мюллер (англ. Derek Alexander Muller; род. 9 ноября 1982 года, Траралгон, Австралия) — популяризатор науки и телеведущий, наиболее известный благодаря YouTube-каналу Veritasium.

## Ранние годы
Мюллер родился в семье южноафриканцев в Траралгоне, штат Виктория, Австралия. В 18 лет переехал в Ванкувер, Британская Колумбия, Канада. В 2000 году окончил среднюю школу в Западном Ванкувере. В 2004 году получил степень бакалавра прикладной физики в Университете Куинс в Кингстоне.
Мюллер переехал в Австралию, чтобы изучать кинопроизводство, но вместо этого продолжил образование в Сиднейском университете, в 2008 году получив докторскую степень за диссертацию «Проектирование эффективных мультимедиа для образования в области физики».

## Карьера
С 2008 года Мюллер является участником команды телепрограммы Catalyst на канале ABC.
Во время обучения в университете Мюллер также преподавал в образовательной организации, где после получения степени получил должность научного руководителя. В конце 2010 года он покинул эту должность.
В 2011 году Мюллер создал канал на YouTube «Veritasium», который за несколько лет стал его основным источником средств к существованию.
С 2011 года Мюллер продолжает появляться на Catalyst, рассказывая о мировых научных достижениях. Также он выступает в роли знатока на австралийском канале Ten в программе Breakfast. В мае 2012 года Мюллер выступил на тему своей диссертации на конференции TEDxSydney. Летом 2015 года на нескольких мировых телеканалах был показан фильм Uranium — Twisting the Dragon’s Tail, созданный Мюллером и удостоенный премии «Эврика» в области научной журналистики.
21 сентября 2015 года Мюллер выступил в качестве ведущего премии Google Science Fair Awards.
Мюллер также выиграл конкурс фильмов, организованный Австралийским департаментом инноваций в области нанотехнологий и премию Australian Webstream Award 2013 года за лучший образовательный сериал.
Начиная с апреля 2017 года Мюллер выступает в качестве корреспондента сериала Netflix Bill Nye Saves the World.
Мюллер участвовал в документальном фильме компании Genepool Productions Vitamania: The Sense and Nonsense of Vitamins (2018), который отвечает на вопросы о витаминах и использовании пищевых витаминных добавок.
Работы Мюллера были опубликованы в Scientific American, Wired, Gizmodo и io9.

### Veritasium и другие каналы YouTube
В январе 2011 года Мюллер создал на YouTube образовательный научный канал Veritasium, в центре внимания которого находятся «контринтуитивные научные концепции, рассказ о которых обычно начинается с обсуждения идеи с представителями общественности». Стиль видеороликов варьируется от интервью с экспертами, такими как лауреат Нобелевской премии по физике 2011 года Брайан Шмидт, до научных экспериментов, инсценировок, песен и, в особенности, опросов общественности, раскрывающих неправильные представления о науке. Название Veritasium представляет собой комбинацию латинского слова, обозначающего истину, Veritas, и суффикса, общего для многих химических элементов, -ium. Это создает Veritasium, «элемент истины», отсылку к популярной фразе и химическому элементу. Логотип, который является зарегистрированной торговой маркой с 2016 года, напоминает изображение элемента в периодической таблице Менделеева. Число «42.0» на логотипе было выбрано потому, что является «ответом на главный вопрос жизни, Вселенной и всего остального» в известном романе Дугласа Адамса «Автостопом по галактике».
В июле 2012 года Мюллер создал второй канал на YouTube, 2veritasium. Мюллер использовал новую платформу для создания редакторских видеороликов, в которых обсуждаются такие темы, как создание фильмов, демонстрируются закулисные кадры, а также реакция зрителей на популярные видеоролики Veritasium.
В 2017 году Мюллер начал загружать видео на свой новый канал Sciencium, который предназначен для видеороликов о недавних и исторических открытиях в науке.

#### Отзывы
Видеоролики Veritasium получили признание общественности. Два из первых популярных видеороликов Veritasium демонстрируют физику падающей пружины слинки. В 2012 году на конференции Science Online видео «Миссия выполнима: графен» победило на фестивале научного кино Cyberscreen и поэтому демонстрировалось на Scientific American как видео недели. Видео, развенчивающее распространенное заблуждение о том, что Луна ближе, чем она есть на самом деле, освещалось в программе CBS News.
После того, как было опубликовано видео, на котором Мюллер показан за рулем автомобиля, оснащенного огромным вращающимся пропеллером и двигающегося быстрее ветра, профессор физики Калифорнийского университета в Лос-Анджелесе Александр Кусенко отказался признать, что это возможно в рамках законов физики, и заключил пари с Мюллером на 10 000 долларов, что эффект кажущейся большей скорости был обусловлен другими, неучтенными факторами. Мюллер принял пари, свидетелями стали Билл Най и Нил Деграсс Тайсон. В последующем видео Мюллер продемонстрировал эффект с помощью модели тележки в условиях, исключающих посторонние эффекты, но признал, что мог бы лучше объяснить феномен в первом видео. Кусенко согласился со своим проигрышем.

## Личная жизнь
После того, как родители Дерека Мюллера, Энтони и Ширли, поженились в Южной Африке, они переехали в Ванкувер, Британская Колумбия, Канада, где родились две его сестры, Кирсти и Мэрилуиз. Семья переехала в Австралию, где родился Дерек, после того как его отец устроился на работу на целлюлозно-бумажный комбинат в Траралгоне. Когда Мюллеру было 18 месяцев, семья переехала обратно в Ванкувер.
После переезда в Лос-Анджелес Мюллер познакомился с Ракель Нуно, аспиранткой по планетологии, на которой женился. К 2021 году у них было трое детей (2021).